# Holopogon bullatus
Holopogon bullatus là một loài ruồi trong họ Asilidae. Holopogon bullatus được Wulp miêu tả năm 1882. Loài này phân bố ở vùng Tân nhiệt đới.